# Mahalia Belo
Mahalia Belo es una directora de cine y televisión inglesa.

## Biografía
Belo se graduó de la Escuela Nacional de Cine y Televisión en 2012. Su película de graduación, Volume ganó un premio BIFA en la categoría de Mejor Cortometraje Británico y se proyectó en el Festival de Cine de Sundance y el Festival de Cine BFI de Londres.
Ganó un premio British Academy Television Craft Awards en el 2017 en la categoría de mejor talento innovador por su trabajo al dirigir el drama televisivo Ellen.
Dirigió el thriller psicológico Requiem y la adaptación televisiva de la novela de Andrea Levy sobre los últimos días de la esclavitud en Jamaica, The Long Song, ambas transmitidas en 2018. Bello dirigirá El final del que partimos, protagonizada por Jodie Comer y Benedict Cumberbatch.